# Ithaca (pel·lícula)
Ithaca és una pel·lícula dramàtica estatunidenca del 2015 dirigida per Meg Ryan i escrita per Erik Jendresen. Es basa en la novel·la de 1943 La comèdia humana de William Saroyan. La pel·lícula és protagonitzada per Alex Neustaedter, Jack Quaid, Meg Ryan, Sam Shepard, Hamish Linklater i Tom Hanks. La pel·lícula es va estrenar el 9 de setembre de 2016 a càrrec de Momentum Pictures. S'ha doblat i subtitulat al català.
El rodatge principal va començar el 21 de juliol i va acabar el 22 d'agost de 2014. Es va rodar a Petersburg (Virgínia), i també es van rodar algunes escenes inicials de la pel·lícula al ferrocarril escènic de Maryland occidental.